# منتخب الغابون لكرة القدم
منتخب الغابون لكرة القدم هو المنتخب الوطني الذي يمثل الغابون ويتحكم به اتحاد الغابون لكرة القدم . لم يسبق للمنتخب الغابوني التأهل إلى بطولة كأس العالم وأفضل انجاز حققه هو التأهل إلى الدور الربع النهائي في بطولة كأس الأمم الأفريقية لكرة القدم 1996 التي أقيمت في جنوب أفريقيا . أبرز نجوم منتخب الغابون الحاليون ويلي أوبوميانغ وبرونو إكويل مانغا .

## كأس العالم
- من 1930 إلى 1962 : لم يدخل
- 1966 : إنسحب
- 1970 : لم يدخل
- 1974 : إنسحب
- من 1974 إلى 1986 : لم يدخل
- من 1990 إلى 2022 : لم يتأهل

## كأس الأمم الإفريقية
- من 1957 إلى 1970 : لم يدخل
- 1972 : لم يتأهل
- 1974 : إنسحب
- 1976 : لم يدخل
- 1978 : لم يتأهل
- 1980 : لم يدخل
- 1982 : أنسحب
- من 1984 إلى 1992 : لم يتأهل
- 1994 : الدور الأول
- 1996 : الدور الربع النهائي
- 1998 : لم يتأهل
- 2000 : الدور الأول
- من 2002 إلى 2008 : لم يتأهل
- 2010 : الدور الأول
- 2012 : تأهل بصفته مستضيف
- 2013 : لم يتأهل
- 2015 : الدور الأول
- 2017 : الدور الأول

## وصلات خارجية
- قائمة بيانات المنتخب من الموقع الرسمي للفيفا باللغة العربية